# Giovanni Savonuzzi

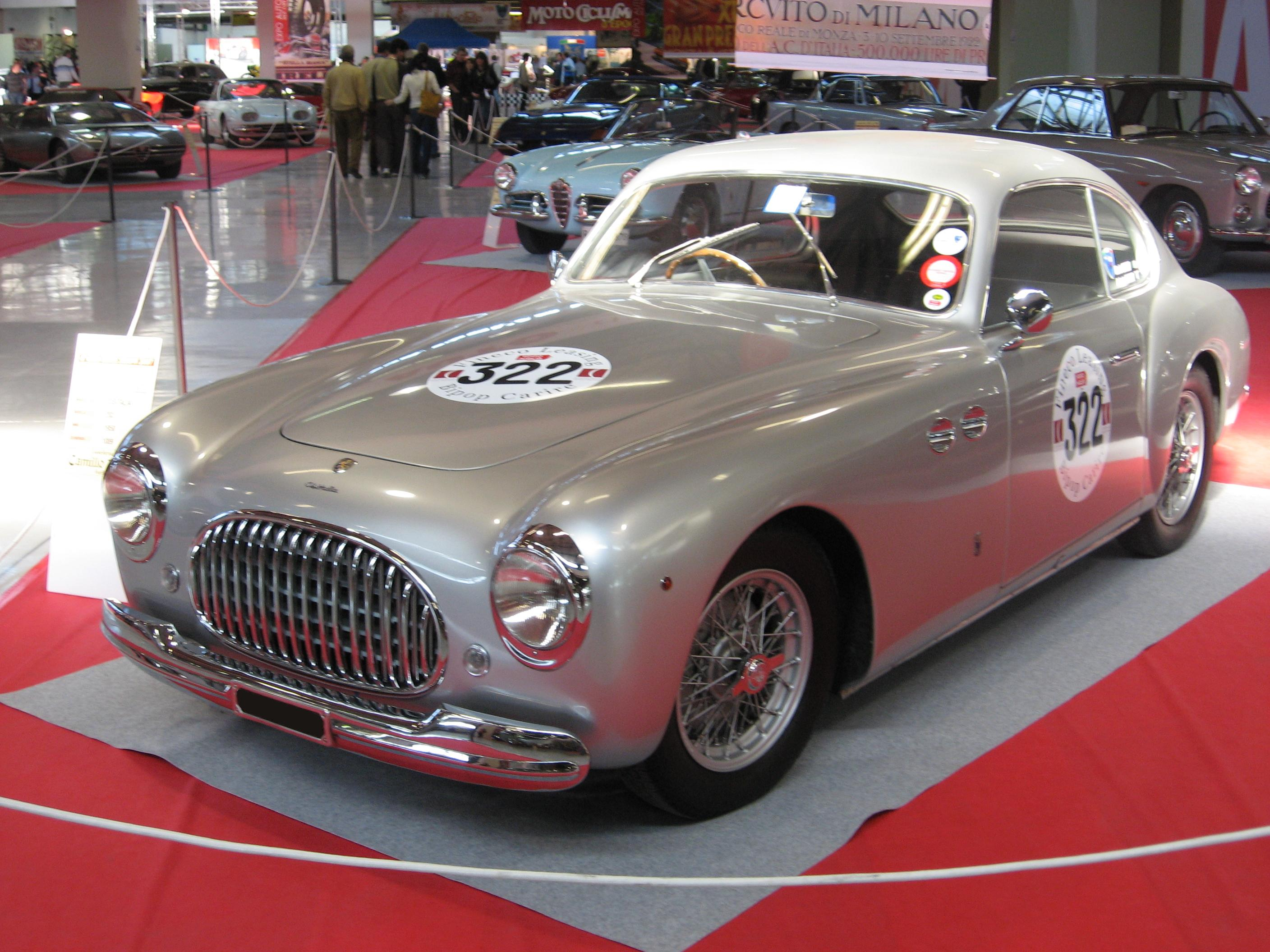
Una Cisitalia 202, capolavoro di Savonuzzi

Giovanni Savonuzzi (Ferrara, 28 gennaio 1911 – Ferrara, 18 febbraio 1987) è stato un ingegnere e designer italiano.

## Biografia
Rimasto orfano del padre Ezio, caduto nella prima guerra mondiale, dopo aver conseguito la laurea in Ingegneria meccanica al Politecnico di Torino, Savonuzzi venne assunto in Fiat Aviazione, svolgendo studi e sperimentazioni nei campi dell'aerdinamica e dei motori a turbina. In seguito all'Armistizio di Cassibile e alla proclamazione della Repubblica Sociale Italiana, fu tra i molti tecnici e dirigenti FIAT reclutati dall'Office of Strategic Services statunitense, con il compito di fornire informazioni e trasmettere ordini agli Alleati e alle formazioni partigiane. Il fratello minore Alberto, avvocato antifascista, venne fucilato a Ferrara dai nazisti, nell'eccidio di Caffè del Doro, il 17 novembre 1944.
Terminato il periodo bellico, Savonuzzi venne assunto da Piero Dusio quale direttore tecnico per la nascente Cisitalia. Fu l'occasione per affinare le proprie conoscenze, attraverso il confronto e la collaborazione con importanti personaggi dell'automobilismo, come Dante Giacosa, Piero Taruffi, Ferry Porsche, Tazio Nuvolari, Rudolf Hruska, Carlo Abarth e altri tecnici di grande valore.
Il primo impegno di Savonuzzi riguarda la progettazione, insieme a Giacosa e Taruffi, del modello "D46", una monoposto a ruote scoperte con un pregevole telaio tubolare e motore della Fiat 1100, fortemente elaborato fino al raddoppio della potenza originaria. Savonuzzi si dimostrò fortemente contrario all'adozione di un propulsore derivato dalla grande serie per una vettura da competizione, proponendo la costruzione di un nuovo motore di cui aveva già eseguito il progetto. 

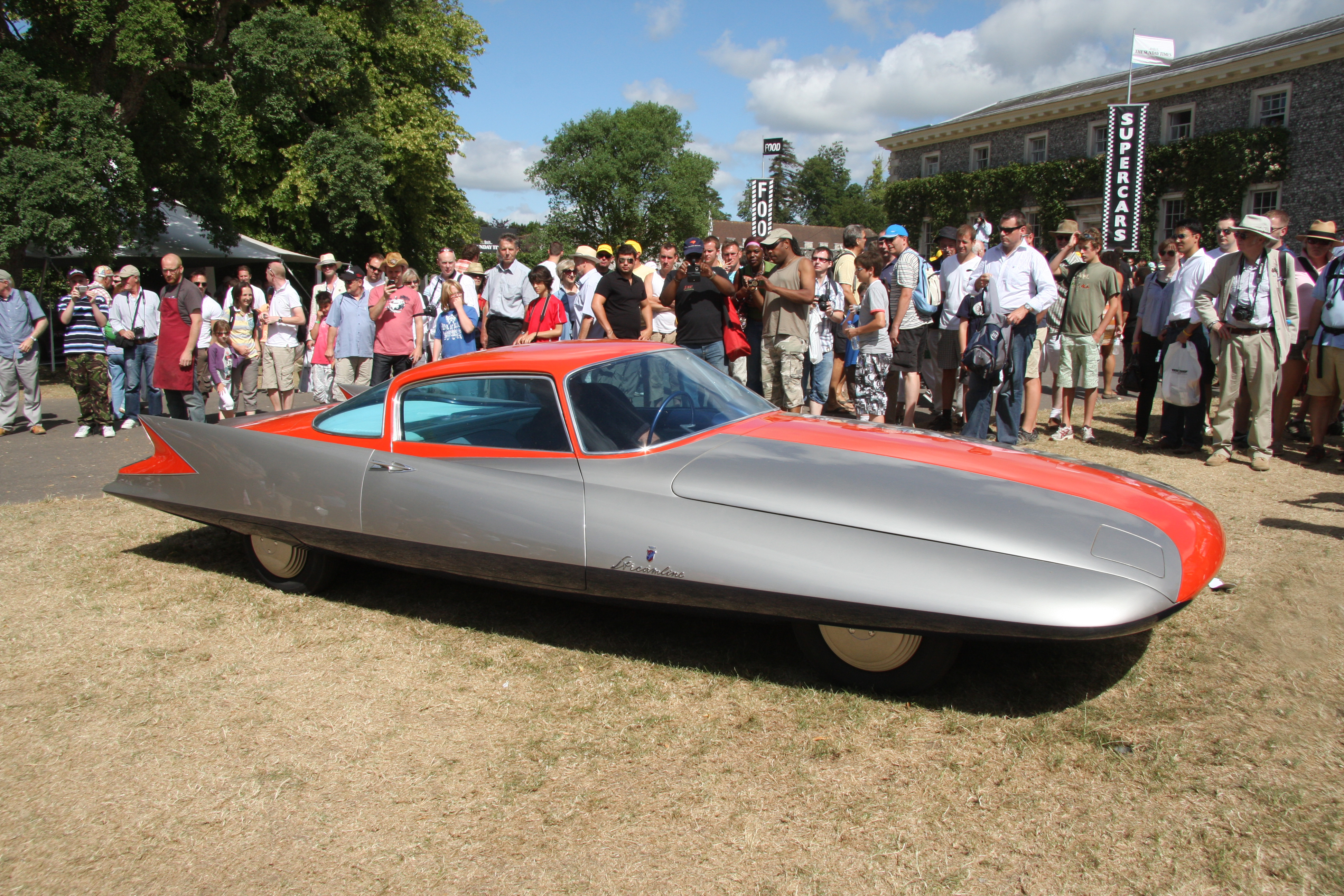
Il concept Ghia Gilda Streamline X Coupé del 1954

Piero Dusio, però, non prestò orecchio ai consigli del suo direttore; aveva programmi di investimento ben più ambiziosi che riguardavano il debutto nei Grand Prix della neonata Formula A, in seguito rinominata Formula 1. In effetti, pochi mesi più tardi, Savonuzzi si trovò compreso in un folto e prestigioso gruppo tecnico italo-austriaco, riunito da Dusio per la realizzazione Cisitalia 360 Grand Prix.
Il capolavoro di Savonuzzi in Cisitalia è il modello "202" - derivazione stradale della "D46" - vettura considerata tra le più belle di tutti i tempi, tanto da essere esposta come esempio di "scultura in movimento" al Museum of Modern Art di New York, fin dal primo anno di produzione. La "202" ha molti "padri", ma l'artefice principale può certamente essere considerato Savonuzzi che ne realizzò sia il progetto tecnico, sempre in collaborazione con Giacosa, sia quello estetico, con le alterne consulenze di Alfredo Vignale e Battista Farina. La "202" rappresentò una grande innovazione stilistica nella modellazione dei volumi dell’automobile, con il cofano più basso dei parafanghi anteriori e la superficie continua dall’abitacolo alla coda. Da tali innovazioni stilistiche presero origine le sagome di altri modelli di grande successo come la Lancia Aurelia B20 e l’Alfa Romeo Giulietta Sprint.
Le enormi spese per il progetto "360 Grand Prix" portarono la Cisitalia al fallimento e Savonuzzi decise di fondare una propria casa automobilistica, in società con l'abile motorista Virgilio Conrero, al quale era legato da un rapporto di amicizia e stima professionale fin dai tempi della FIAT. I due costituirono la SVA (Società Valdostana Automobili) con sede a Pont-Saint-Martin che resterà attiva dal 1948 al 1951, riuscendo a produrre una vettura da Formula 1 che ottenne scarsi risultati, ma che con il suo ridottissimo peso di 375 Kg e il minuscolo quadricilindrico da 820 cm3, sovralimentato con turbocompressore a palette, prefigurava le monoposto di Formula 1 che sarebbero state in gara 30 anni dopo. 

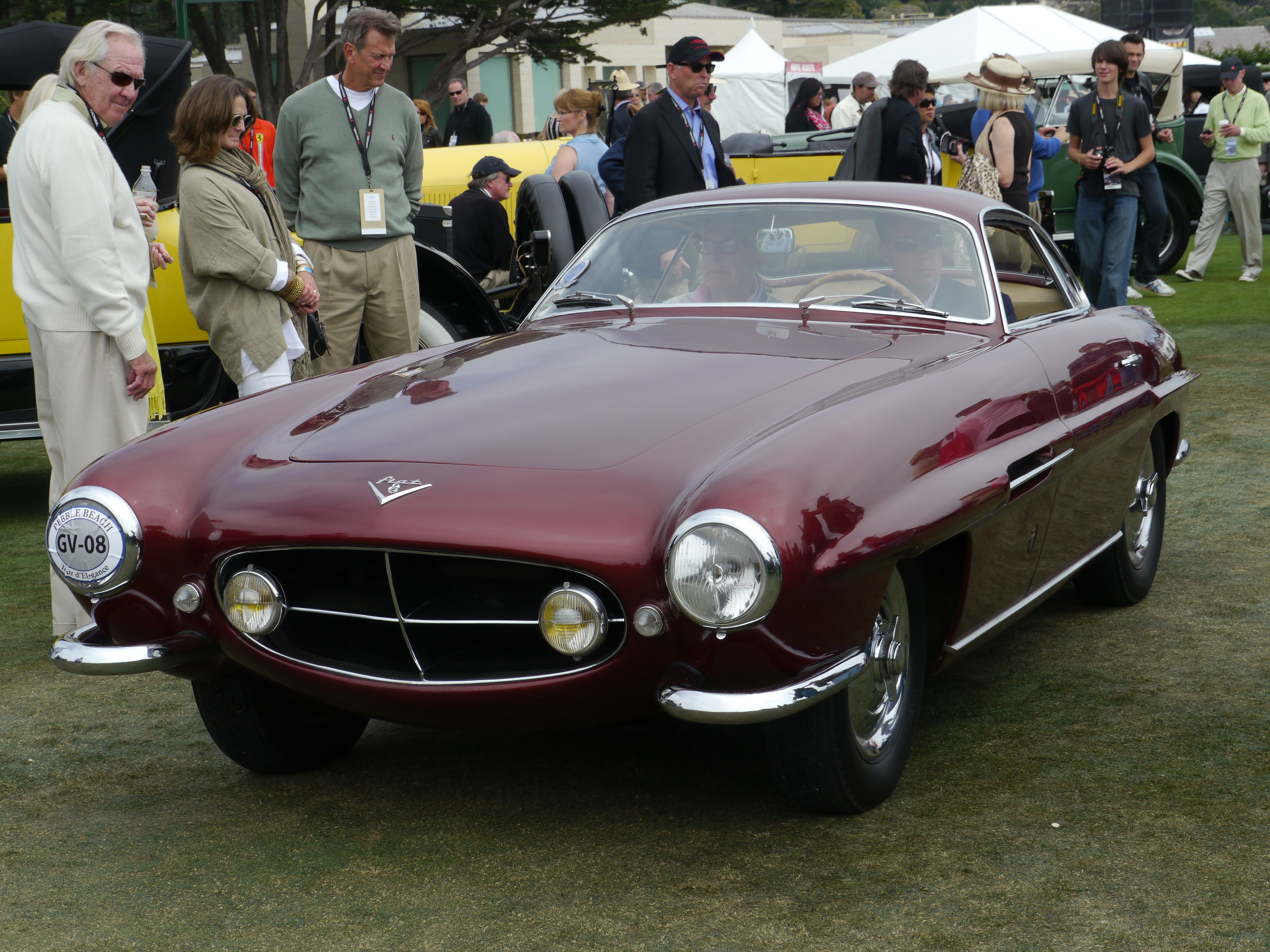
Una Fiat 8V Ghia Supersonic del 1953

Dopo la deludente esperienza della SVA, Savonuzzi iniziò a collaborare con la Carrozzeria Ghia e, nel 1954,  fu chiamato dal nuovo proprietario Luigi Segre, con il quale aveva militato durante la Resistenza, a ricoprire il ruolo di direttore generale, in sostituzione di Mario Boano, incarico che mantenne per un triennio.
Furono anni di lavoro intensissimo durante i quali la Ghia produsse moltissimi prototipi e show-car per conto di varie aziende italiane ed estere, soprattutto statunitensi. Particolarmente celebri furono le concept "Gilda" e "Futura", oltre all'elegante linea per coupé denominata "Supersonic", con telaio tubolare, variamente applicata su meccaniche Aston Martin DB2/4 MKII, DeSoto Adventurer II, Jaguar XK120, Fiat 8V e Alfa Romeo 1900.
Nel 1957 Savonuzzi venne reclutato dalla Chrysler e si trasferì negli Stati Uniti, dove progettò e sperimentò vari prototipi di vetture con motori a turbina; soluzione che a quei tempi molte case automobilistiche consideravano essere il futuro dell'automobile. Tornato in Patria, nel 1969 Dante Giacosa lo chiamò a dirigere il Centro Ricerche Fiat di Orbassano. Dopo aver occupato gli ultimi anni in FIAT a formare un gruppo di tecnici esperti in sistemi di alimentazione e scarico dei motori convenzionali e di propulsioni alternative, mirando alla continua diminuzione delle emissione nocive ed inquinanti, Savonuzzi si ritirò in pensione nel 1977 per dedicarsi all'insegnamento, quale docente di Ingegneria Meccanica presso il Politecnico di Torino.

### Curiosità: La pistola dell'OSS e la Marmitta Abarth
Pur avendo rischiato la propria vita diverse volte, raccogliendo e trasmettendo informazioni o portando ordini alle formazioni partigiane, Savonuzzi non ebbe mai necessità di usare l'arma da agente segreto che aveva ricevuta in dotazione dall'OSS, ovvero la pistola silenziata High Standard HDM. L'ingegnere non era certo un appassionato di armi da fuoco, ma quella strana pistola lo incuriosì e, prima di riconsegnarla all'OSS, decise di smontarla per capirne il funzionamento. Osservando il sistema di silenziamento, consistente in una canna interna microforata avvolta da un centinaio di rondelle zigrinate, Savonuzzi pensò che adottando una soluzione simile per l'impianto di scarico di una vettura, si sarebbero potuti ottenere una diminuzione della rumorosità e un leggero aumento di potenza. 
L'anno dopo, nel periodo in cui la Cisitalia stava approntando la "360 Grand Prix", furono realizzati alcuni prototipi di scarico silenziato che, pur attutendo la rumorosità, non diedero risultati significativi per l'incremento della potenza. Il fallimento della Cisitalia pose fine allo sviluppo del progetto "360" e le marmitte sperimentali di Savonuzzi furono imballate in una cassa che, in seguito, il tribunale assegnò a Carlo Abarth quale risarcimento degli emolumenti non percepiti. Fu partendo da quei prototipi di scarico che venne realizzata la celebre Marmitta Abarth.